# Género chico
Unter Género chico versteht man in der spanischen Literaturwissenschaft einen Sammelausdruck für Einakter, volkstümliche Schwänke mit oder ohne Musik, die das spanische und vornehmlich das Madrider Theater seit 1870 belebten, darunter besonders Sainetes. Der Género chico entstand als Reaktion gegen die Zarzuela grande, die Zarzuela in drei Akten und gegen die ausländische Operette, was Kritiker auch als Ausdruck einer zumindest partiell xenophoben Grundhaltung ansehen. 
Als Meister gelten Ricardo de la Vega (1839–1910), Tomás Luceño (1844–1931), Carlos Arniches (1866–1943) und die Brüder Serafín (1871–1938) und Joaquín Álvarez Quintero (1873–1944).